# Niccolò Perotti
Niccolò Perotti, o Niccolò Perotto, in lingua latina Nicolaus Perottus (Sassoferrato, 1430 circa – Sassoferrato, 14 dicembre 1480), è stato un umanista, filologo e arcivescovo cattolico italiano.

## Biografia
Cadetto di una famiglia aristocratica, Niccolò Perotti ricevette una buona educazione umanistica. Verso il 1443 iniziò a frequentare a Mantova la scuola di Vittorino da Feltre; nel 1446 seguì a Ferrara la scuola di Guarino da Verona. All'età di 16 anni abitò presso la famiglia dell'umanista inglese William Gray, che più tardi divenne vescovo di Ely. Nell'autunno del 1446 si recò a Roma dove divenne segretario del cardinale Bessarione, colto umanista bizantino. Seguì il cardinal Bessarione a Bologna, dove fu legato pontificio dal 1450 al 1455, e frequentò lo studio bolognese. Probabilmente insegnò retorica e poetica all'università di Bologna. A Bologna continuò l'attività di traduttore attirando l'attenzione del papa Niccolò V, che lo assunse come traduttore dal greco. Nel 1452 Perotti ricevette a Bologna l'alloro poetico dalle mani dell'imperatore Federico III. Durante il soggiorno bolognese Perotti ebbe anche un violento scontro con Poggio Bracciolini in difesa di Lorenzo Valla.
Nel 1455 Perotti tornò a Roma, dove venne nominato segretario apostolico. L'anno successivo ricevette gli ordini, e il 19 ottobre 1458 fu nominato arcivescovo di Manfredonia, sede nella quale tuttavia non risiedette mai. Partecipò invece l'anno successivo al Concilio di Mantova, indetto da Pio II per cercare di arrestare gli Ottomani che nel 1453 avevano espugnato Costantinopoli. Ritornò successivamente al seguito di Bessarione, restandovi fino al 1464, anno in cui fu nominato governatore del Patrimonio di San Pietro. Nel biennio 1460-61, al seguito del card. Bessarione, Perotti fu in Germania, dove venne nominato consigliere imperiale di Federico III, e poi a Venezia (1461), dove ottenne la nomina a referendario pontificio.
Durante il quinquennio 1464-69, trascorso a Viterbo come governatore del Patrimonio di San Pietro, Perotti cominciò a pubblicare le sue opere di filologia. Nel 1469 Perotti tornò a Roma; attorno al 1470 scrisse un'invettiva contro Giorgio di Trebisonda reo di aver attaccato violentemente il card. Bessarione. Nel 1471 Perotti fu nominato governatore di Spoleto, incarico che lasciò l'anno successivo. Nel 1474 divenne governatore di Perugia, dove ebbe come segretario l'umanista Francesco Maturanzio. Ai primi del 1477, terminato l'incarico in Umbria, Perotti si ritirò nelle Marche, dove rimase fino al termine della vita.

## Opera letteraria
L'attività letteraria di Niccolò Perotti consistette quasi interamente di opere di filologia, di grammatica e di traduzioni dal greco in latino. Fu anche autore di invettive, carmi latini, lettere, ecc. per lo più ancora inediti.

### Traduzioni
Le sue prime traduzioni dalla lingua greca risalgono al 1449, quando tradusse l'omelia di San Basilio Magno sull'invidia e il De Alexandri Magni fortuna aut virtute di Plutarco. Nel 1451 tradusse Epitteto; la traduzione venne inviata a Niccolò V il quale le apprezzò e invitò Perotti a continuare nell'attività. Niccolò Perotti tradusse pertanto i primi cinque libri delle Historiae di Polibio e iniziò la traduzione delle opere di Taziano il Siro, Arriano e Archimede; la morte di Niccolò V (1455) interruppe l'attività di traduzione, ripresa soltanto per l'opera pseudo-aristotelica sui vizi e le virtù.

### Linguistica
Durante il soggiorno a Viterbo Perotti scrisse due trattati di metrica latina che ebbero una vasta diffusione scolastica in tutta Europa: De metris e De ratione carminum. Scrisse inoltre una grammatica latina, Rudimenta grammatices, che completò a Viterbo nel 1468 e che ebbe un'enorme fortuna: solo nel corso del XV secolo se ne ebbero oltre sessanta edizioni. A Viterbo completò inoltre un trattato di retorica, il De componendis epistolis.

### Filologia
Nel 1472 Perotti preparò delle edizioni commentate alle Silvae di Stazio e a Marziale, mentre una nuova edizione di Marziale, assieme ad una di Plinio il Vecchio furono pubblicate nel 1473. Nel 1474 curò una raccolta delle favole di Aviano e di Fedro; è un'opera importantissima in quanto vennero fatte conoscere delle favole di Fedro fino ad allora sconosciute. Nel 1478 pubblicò l'opera di Claudio Tolomeo. La più importante opera del Perotti fu la Cornucopiae: iniziata come un commento a Marziale, si trasformò in un vasto repertorio filologico della lingua latina a cui Perotti lavorò per il resto della sua vita; l'opera ebbe numerose edizioni fra cui una di Aldo Manuzio.